# Флаг Сирии
Флаг Сирии (араб. علم سوريا‎) — официальный государственный символ Сирийской Арабской Республики; один из государственных символов Сирии наряду с гербом и гимном. Современный флаг (также известный как «Флаг независимости» и «Флаг Сирийской революции») был повторно введён вместо старого в декабре 2024 года. Ранее этот флаг использовался Сирийской республикой в 1932—1958 годах и оппозицией с 2011 года в эпоху Гражданской войны как «символ свободы сирийского народа».
Цвета флага традиционны для флагов арабских стран. Зелёный цвет флага символизирует первый праведный Халифат, белый — династию Омейядов, чёрный — Аббасидов. Изначально три красные звезды означали главные части, составившие государство: Дамаск, Алеппо, и Дайр-эз-Заур. В 1936 году к Сирии отошли населенный друзами Джебель эд-Дуруз и Латакия (Государство Алавитов), и значение звёзд сменилось: старые регионы Алеппо, Дамаск и Дейр-эз-Заур — первая звезда, Джабаль аль-Друз — вторая, Латакия — третья.

## История флага Сирии
Флаг Арабского восстания стал первым флагом, использовавшимся на территории современной Сирии после объявления независимости от Османской империи 30 сентября 1918 года.
На основе этого флага в 1920 году был разработан и принят флаг Арабского королевства Сирии. Звезда, изображённая на красном треугольнике, символизировала тот факт, что Сирия стала первой страной, использующей панарабские цвета.
Французские власти на правах мандата заменили флаг на синее полотнище с белым полумесяцем в центре и французским флагом в кантоне. Через месяц этот флаг был отменён. Сирия была разделена на четыре государства под управлением Франции, каждое из которых получило свой флаг.
В 1922 году был принят горизонтальный зелёно-бело-зелёный флаг Французского мандата в Сирии и Ливане с флагом Франции в кантоне. Этот флаг использовался с 1925 до 1936 года, пока эти государства не вошли в состав единой Сирии.
В 1932 году был принят горизонтальный зелёно-бело-чёрный флаг с тремя красными пятиконечными звёздами по центру белой полосы. Это последовало за подписанием франко-сирийского соглашения, согласно которому Сирия становилась республикой и получила частичную независимость. Зелёный цвет флага символизировал первый праведный Халифат, белый — династию Омейядов, чёрный — Аббасидов. Изначально три красные звезды означали провинции Алеппо, Дамаск и Дайр-эз-Заур. В 1936 году к Сирии отошли Джебель эд-Дуруз и Латакия, и значение звёзд сменилось: Алеппо, Дамаск и Дайр-эз-Заур — первая звезда, Джебель эд-Дуруз — вторая, Латакия — третья. Этот же флаг остался и после получения полной независимости в 1946 году, а также является нынешним флагом Сирии.
В 1958 году Сирия и Египет образовали единое государство — Объединённую Арабскую Республику (ОАР) и приняли горизонтальный красно-бело-чёрный флаг (панарабский) с двумя зелёными звёздами, изначально символизирующие Египет и Сирию. В 1961 году Сирия вышла из ОАР, снова стала независимой и вернулась к предыдущему зелёно-бело-чёрному флагу с тремя красными звёздами.
В 1963 году с промежутком в месяц к власти в Сирии и Ираке пришла партия Баас. В обеих странах флаг сменился на красно-бело-чёрный с тремя зелёными звёздами (в соответствии с лозунгом партии — «Единство, Свобода, Социализм»).
С 1 января 1972 года флагом Сирии стал флаг Федерации Арабских Республик (Сирия, Египет и Ливия), представлявший собой красно-бело-чёрный триколор с золотым ястребом в центре, держащим в лапах свиток с названием Федерации на арабском языке.
В 1980 году уже после распада Федерации в Сирии принят флаг, аналогичный флагу ОАР 1958 года с двумя зелёными звёздами «в знак приверженности к арабскому единству».
Во время гражданской войны в Сирии, начавшейся в 2011 году, старый сирийский триколор 1932 года стал главным символом оппозиции, использовавшемся противниками Асада и Временным правительством.
В декабре 2024 года после падения режима Башара Асада зелёно-бело-чёрный флаг с тремя красными звёздами снова начал использоваться как государственный. 13 марта 2025 года Конституционная декларация Сирии подтвердила данный флаг (в первоначальной версии предполагались пропорции 1:2, но в конечном итоге сохранена пропорция 2:3). Параллельно используются версии флага со звёздами разной величины.

Флаг Арабского восстания 1917—1918 годов
Флаг Королевства Сирия в 1920 году
Флаг Французского мандата в Сирии и Ливане в 1920 году
Флаг Французского мандата в Сирии и Ливане в 1922 (1925)—1932 годах
Флаг Сирийской республики в 1932—1958 годах
Флаг Объединённой Арабской Республики в составе Египта и Сирии в 1958—1961 годах
Флаг Сирии в 1961—1963 годах
Флаг Сирии в 1963—1972 годах
Флаг Федерации Арабских Республик с участием Египта, Ливии и Сирии в 1972—1980 годах
Флаг баасистской Сирийской Арабской Республики в 1980—2024 годах
Флаг Сирии с 8 декабря 2024 года

## Флаги государств Французской Сирии
Каждое из государств Французской Сирии (мандатная территория Франции) имело свой собственный флаг. Александреттский санджак, который был частью Халеба с 1920 до 1923 года и затем частью государства Алавитов с 1923 до 1938 года, не имел собственного флага, пока не был преобразован в отдельное государство Хатай.

Флаг государства Халеб 1 сентября 1920 — 25 января 1925
Флаг автономной территории Алавитов (с 1925 — Государство Алавитов, с 1930 — санджак Латакия) 1 сентября 1920 — 1 марта 1937
Флаг государства Дамаск
1 сентября 1920 — 25 января 1925
Флаг государства Джабаль аль-Друз (до 1922 — автономная область Джебель-Друз; до 1927 — государство Souaida) март 1921 — 1924
Флаг государства Джебель-Друз 1924 — 1 марта 1937
Флаг государства Джебель-Друз 1921 — 2 декабря 1936
Флаг «Великого Ливана» (с 1926 — Ливанская Республика) 1 сентября 1920 — 7 декабря 1943
Флаг государства Хатай
5 сентября 1938 — 23 июля 1939

## Прочие флаги

Флаг сирийских туркоманов
Флаг сирийских курдов
Флаг друзов
Королевский штандарт 1920
Президентский штандарт Объединённой Арабской Республики 1958—1971
Президентский штандарт 1941—1958, 1961—1963
Президентский штандарт 1963—1972
Президентский штандарт 1972—1980
Президентский штандарт 1980—2024
Правительственный флаг САР в 1980—2024
Президентский штандарт с 2025 года
Правительственный флаг Сирии с 2025 года

### Комментарии
1. ↑  Флаг был изменён на красно-бело-чёрный с двумя зелёными звёздами в результате объединения Сирии и Египта в ОАР.
2. ↑  Цвета флага был изменены на красно-бело-чёрные с тремя зелёными звёздами в результате Государственного переворота, после которого к власти пришла партия Баас[3].
3. ↑  Флаг был повторно учреждён в результате государственного переворота, после которого Сирия вышла из состава ОАР и снова стала независимой[3].
4. ↑  Флаг был повторно неофициально учреждён после свержения режима Башара аль-Асада силами оппозиции[4].
5. ↑  Флаг был официально принят в результате принятия Конституционной декларации[5].